# سباق الزمن في بطولة العالم لسباق الدراجات على الطريق 2020
سباق الطريق ضد الساعة في بطولة العالم لسباق الدراجات على الطريق 2020 (بالإيطالية: Campionati del mondo di ciclismo su strada 2020 - Cronometro maschile Elite)‏ هو سباق دراجات هوائية، وهو الموسم رقم 27 من السباق، وأقيم في 25 سبتمبر 2020، وامتدّ لمسافة 31.7 كيلومتر، وهو أحد سباقات بطولة العالم لسباق الدراجات على الطريق 2020، وهو من نوع  سباق الزمن، وقد شارك في السباق  56 متسابقاً ووصل إلى نهايته  56 متسابقاً.
فاز فيه بالمركز الأول  فيليبو غانا، وبالمركز الثاني  فاوت فان آرت، وبالمركز الثالث  ستيفان كونغ.

## الفرق
| فرق وطنية (38)- فريق أستراليا لركوب الدراجات للرجال 2020‏ - منتخب أذربيجان الوطني لسباق الدراجات على الطريق للرجال 2020‏ - فريق روسيا البيضاء لركوب الدراجات للرجال 2020‏ - فريق بلجيكا لركوب الدراجات للرجال 2020 ‏ - فريق كندا لركوب الدراجات للرجال 2020‏ - فريق تشيلي لركوب الدراجات للرجال 2020‏ - فريق كولومبيا لركوب الدراجات للرجال 2020‏ - فريق التشيك لركوب الدراجات للرجال 2020‏ - فريق الدنمارك لركوب الدراجات للرجال 2020 ‏ - 2020 فريق إرتريا لركوب الدراجات ‏ - فريق إستونيا لركوب الدراجات للرجال 2020‏ - فريق فرنسا لركوب الدراجات للرجال 2020 ‏ - فريق ألمانيا لركوب الدراجات للرجال 2020‏ - فريق المملكة المتحدة لركوب الدراجات للرجال 2020 ‏ - فريق اليونان لركوب الدراجات للرجال 2020‏ - فريق المجر لركوب الدراجات للرجال 2020‏ - فريق جمهورية أيرلندا لركوب الدراجات للرجال 2020‏ - فريق إيطاليا لركوب الدراجات للرجال 2020 ‏ - فريق كازاخستان لركوب الدراجات للرجال 2020 ‏ - منتخب لاتفيا لركوب الدراجات للرجال 2020‏ - فريق ليتوانيا لركوب الدراجات للرجال 2020‏ - فريق المكسيك لركوب الدراجات للرجال 2020‏ - فريق هولندا لركوب الدراجات للرجال 2020 ‏ - فريق نيوزيلندا لركوب الدراجات 2020‏ - فريق النرويج لركوب الدراجات للرجال 2020 ‏ - فريق بولندا لركوب الدراجات 2020 ‏ - فريق البرتغال لركوب الدراجات للرجال 2020 ‏ - فريق رومانيا لركوب الدراجات للرجال 2020‏ - فريق روسيا لركوب الدراجات 2020 ‏ - فريق صربيا لركوب الدراجات للرجال 2020‏ - فريق سلوفينيا لركوب الدراجات للرجال 2020‏ - فريق سلوفاكيا لركوب الدراجات 2020‏ - فريق إسبانيا لركوب الدراجات للرجال 2020 ‏ - فريق السويد لركوب الدراجات للرجال 2020‏ - فريق سويسرا لركوب الدراجات 2020 ‏ - فريق سوريا لسباق الدراجات على الطريق للرجال 2020‏ - فريق أوكرانيا لسباق الدراجات على الطريق للرجال 2020‏ - فريق الولايات المتحدة لسباق الدراجات الهوائية للرجال 2020 ‏ |  |
| |  |

## المشاركون
| فريق أستراليا لركوب الدراجات للرجال‏ AUS | فريق أستراليا لركوب الدراجات للرجال‏ AUS | فريق أستراليا لركوب الدراجات للرجال‏ AUS |
| --------------------------------------- | --------------------------------------- | --------------------------------------- |
| م                                       | عداء                                    | مرتبة                                   |
| 1                                       | روهان دنيس                              | 5                                       |

| فريق إيطاليا لركوب الدراجات للرجال‏ ITA | فريق إيطاليا لركوب الدراجات للرجال‏ ITA | فريق إيطاليا لركوب الدراجات للرجال‏ ITA |
| -------------------------------------- | -------------------------------------- | -------------------------------------- |
| م                                      | عداء                                   | مرتبة                                  |
| 2                                      | فيليبو غانا                            | 1                                      |

| فريق هولندا لركوب الدراجات للرجال ‏ NED | فريق هولندا لركوب الدراجات للرجال ‏ NED | فريق هولندا لركوب الدراجات للرجال ‏ NED |
| -------------------------------------- | -------------------------------------- | -------------------------------------- |
| م                                      | عداء                                   | مرتبة                                  |
| 3                                      | توم دومولين                            | 10                                     |

| فريق سويسرا لركوب الدراجات ‏ SUI | فريق سويسرا لركوب الدراجات ‏ SUI | فريق سويسرا لركوب الدراجات ‏ SUI |
| ------------------------------- | ------------------------------- | ------------------------------- |
| م                               | عداء                            | مرتبة                           |
| 4                               | ستيفان كونغ                     | 3                               |

| فريق بلجيكا لركوب الدراجات للرجال ‏ BEL | فريق بلجيكا لركوب الدراجات للرجال ‏ BEL | فريق بلجيكا لركوب الدراجات للرجال ‏ BEL |
| -------------------------------------- | -------------------------------------- | -------------------------------------- |
| م                                      | عداء                                   | مرتبة                                  |
| 5                                      | فاوت فان آرت                           | 2                                      |

| فريق فرنسا لركوب الدراجات للرجال ‏ FRA | فريق فرنسا لركوب الدراجات للرجال ‏ FRA | فريق فرنسا لركوب الدراجات للرجال ‏ FRA |
| ------------------------------------- | ------------------------------------- | ------------------------------------- |
| م                                     | عداء                                  | مرتبة                                 |
| 6                                     | ريمي كافانيا                          | 7                                     |

| فريق المملكة المتحدة لركوب الدراجات للرجال ‏ GBR | فريق المملكة المتحدة لركوب الدراجات للرجال ‏ GBR | فريق المملكة المتحدة لركوب الدراجات للرجال ‏ GBR |
| ----------------------------------------------- | ----------------------------------------------- | ----------------------------------------------- |
| م                                               | عداء                                            | مرتبة                                           |
| 7                                               | اليكس داوست                                     | 9                                               |

| فريق نيوزيلندا لركوب الدراجات‏ NZL | فريق نيوزيلندا لركوب الدراجات‏ NZL | فريق نيوزيلندا لركوب الدراجات‏ NZL |
| --------------------------------- | --------------------------------- | --------------------------------- |
| م                                 | عداء                              | مرتبة                             |
| 8                                 | باتريك بيفن                       | 12                                |

| فريق الولايات المتحدة لسباق الدراجات الهوائية للرجال ‏ USA | فريق الولايات المتحدة لسباق الدراجات الهوائية للرجال ‏ USA | فريق الولايات المتحدة لسباق الدراجات الهوائية للرجال ‏ USA |
| --------------------------------------------------------- | --------------------------------------------------------- | --------------------------------------------------------- |
| م                                                         | عداء                                                      | مرتبة                                                     |
| 9                                                         | لوسون كرادوك                                              | 30                                                        |

| فريق الدنمارك لركوب الدراجات للرجال ‏ DEN | فريق الدنمارك لركوب الدراجات للرجال ‏ DEN | فريق الدنمارك لركوب الدراجات للرجال ‏ DEN |
| ---------------------------------------- | ---------------------------------------- | ---------------------------------------- |
| م                                        | عداء                                     | مرتبة                                    |
| 10                                       | كاسبر أصغرين                             | 6                                        |

| فريق البرتغال لركوب الدراجات للرجال ‏ POR | فريق البرتغال لركوب الدراجات للرجال ‏ POR | فريق البرتغال لركوب الدراجات للرجال ‏ POR |
| ---------------------------------------- | ---------------------------------------- | ---------------------------------------- |
| م                                        | عداء                                     | مرتبة                                    |
| 11                                       | نيلسون أوليفيرا                          | 11                                       |

| فريق بلجيكا لركوب الدراجات للرجال ‏ BEL | فريق بلجيكا لركوب الدراجات للرجال ‏ BEL | فريق بلجيكا لركوب الدراجات للرجال ‏ BEL |
| -------------------------------------- | -------------------------------------- | -------------------------------------- |
| م                                      | عداء                                   | مرتبة                                  |
| 12                                     | فكتور كامبنارتس                        | 8                                      |

| فريق إسبانيا لركوب الدراجات للرجال ‏ ESP | فريق إسبانيا لركوب الدراجات للرجال ‏ ESP | فريق إسبانيا لركوب الدراجات للرجال ‏ ESP |
| --------------------------------------- | --------------------------------------- | --------------------------------------- |
| م                                       | عداء                                    | مرتبة                                   |
| 13                                      | بيلو بلباو                              | 26                                      |

| فريق السويد لركوب الدراجات للرجال‏ SWE | فريق السويد لركوب الدراجات للرجال‏ SWE | فريق السويد لركوب الدراجات للرجال‏ SWE |
| ------------------------------------- | ------------------------------------- | ------------------------------------- |
| م                                     | عداء                                  | مرتبة                                 |
| 14                                    | توبياس لودفيجسون                      | 44                                    |

| فريق سلوفينيا لركوب الدراجات للرجال‏ SLO | فريق سلوفينيا لركوب الدراجات للرجال‏ SLO | فريق سلوفينيا لركوب الدراجات للرجال‏ SLO |
| --------------------------------------- | --------------------------------------- | --------------------------------------- |
| م                                       | عداء                                    | مرتبة                                   |
| 15                                      | جان تراتنيك                             | 24                                      |

| فريق النرويج لركوب الدراجات للرجال ‏ NOR | فريق النرويج لركوب الدراجات للرجال ‏ NOR | فريق النرويج لركوب الدراجات للرجال ‏ NOR |
| --------------------------------------- | --------------------------------------- | --------------------------------------- |
| م                                       | عداء                                    | مرتبة                                   |
| 16                                      | Andreas Leknessund ‏                     | 13                                      |

| فريق كولومبيا لركوب الدراجات للرجال‏ COL | فريق كولومبيا لركوب الدراجات للرجال‏ COL | فريق كولومبيا لركوب الدراجات للرجال‏ COL |
| --------------------------------------- | --------------------------------------- | --------------------------------------- |
| م                                       | عداء                                    | مرتبة                                   |
| 17                                      | دانييل مارتينيز                         | 18                                      |

| فريق بولندا لركوب الدراجات ‏ POL | فريق بولندا لركوب الدراجات ‏ POL | فريق بولندا لركوب الدراجات ‏ POL |
| ------------------------------- | ------------------------------- | ------------------------------- |
| م                               | عداء                            | مرتبة                           |
| 18                              | Kamil Gradek ‏                   | 20                              |

| فريق جمهورية أيرلندا لركوب الدراجات للرجال‏ IRL | فريق جمهورية أيرلندا لركوب الدراجات للرجال‏ IRL | فريق جمهورية أيرلندا لركوب الدراجات للرجال‏ IRL |
| ---------------------------------------------- | ---------------------------------------------- | ---------------------------------------------- |
| م                                              | عداء                                           | مرتبة                                          |
| 19                                             | ريان مولين                                     | 25                                             |

| فريق النمسا لركوب الدراجات للرجال‏ AUT | فريق النمسا لركوب الدراجات للرجال‏ AUT | فريق النمسا لركوب الدراجات للرجال‏ AUT |
| ------------------------------------- | ------------------------------------- | ------------------------------------- |
| م                                     | عداء                                  | مرتبة                                 |
| 20                                    | ماتياس براندل                         | 27                                    |

| فريق المملكة المتحدة لركوب الدراجات للرجال ‏ GBR | فريق المملكة المتحدة لركوب الدراجات للرجال ‏ GBR | فريق المملكة المتحدة لركوب الدراجات للرجال ‏ GBR |
| ----------------------------------------------- | ----------------------------------------------- | ----------------------------------------------- |
| م                                               | عداء                                            | مرتبة                                           |
| 21                                              | جيرانت توماس                                    | 4                                               |

| فريق التشيك لركوب الدراجات للرجال‏ CZE | فريق التشيك لركوب الدراجات للرجال‏ CZE | فريق التشيك لركوب الدراجات للرجال‏ CZE |
| ------------------------------------- | ------------------------------------- | ------------------------------------- |
| م                                     | عداء                                  | مرتبة                                 |
| 22                                    | جوزيف سيرني                           | 23                                    |

| فريق ألمانيا لركوب الدراجات للرجال‏ GER | فريق ألمانيا لركوب الدراجات للرجال‏ GER | فريق ألمانيا لركوب الدراجات للرجال‏ GER |
| -------------------------------------- | -------------------------------------- | -------------------------------------- |
| م                                      | عداء                                   | مرتبة                                  |
| 23                                     | جاشا سوتيرلين                          | 16                                     |

| فريق روسيا لركوب الدراجات ‏ RUS | فريق روسيا لركوب الدراجات ‏ RUS | فريق روسيا لركوب الدراجات ‏ RUS |
| ------------------------------ | ------------------------------ | ------------------------------ |
| م                              | عداء                           | مرتبة                          |
| 24                             | Petr Rikunov ‏                  | 35                             |

| فريق سلوفاكيا لركوب الدراجات‏ SVK | فريق سلوفاكيا لركوب الدراجات‏ SVK | فريق سلوفاكيا لركوب الدراجات‏ SVK |
| -------------------------------- | -------------------------------- | -------------------------------- |
| م                                | عداء                             | مرتبة                            |
| 25                               | يان أندريه كالي                  | 48                               |

| فريق كازاخستان لركوب الدراجات للرجال ‏ KAZ | فريق كازاخستان لركوب الدراجات للرجال ‏ KAZ | فريق كازاخستان لركوب الدراجات للرجال ‏ KAZ |
| ----------------------------------------- | ----------------------------------------- | ----------------------------------------- |
| م                                         | عداء                                      | مرتبة                                     |
| 26                                        | Daniil Fominykh ‏                          | 43                                        |

| فريق إستونيا لركوب الدراجات للرجال‏ EST | فريق إستونيا لركوب الدراجات للرجال‏ EST | فريق إستونيا لركوب الدراجات للرجال‏ EST |
| -------------------------------------- | -------------------------------------- | -------------------------------------- |
| م                                      | عداء                                   | مرتبة                                  |
| 27                                     | Gleb Karpenko ‏                         | 45                                     |

| فريق أوكرانيا لسباق الدراجات على الطريق للرجال‏ UKR | فريق أوكرانيا لسباق الدراجات على الطريق للرجال‏ UKR | فريق أوكرانيا لسباق الدراجات على الطريق للرجال‏ UKR |
| -------------------------------------------------- | -------------------------------------------------- | -------------------------------------------------- |
| م                                                  | عداء                                               | مرتبة                                              |
| 28                                                 | Mykhaylo Kononenko ‏                                | 33                                                 |

| فريق كندا لركوب الدراجات للرجال‏ CAN | فريق كندا لركوب الدراجات للرجال‏ CAN | فريق كندا لركوب الدراجات للرجال‏ CAN |
| ----------------------------------- | ----------------------------------- | ----------------------------------- |
| م                                   | عداء                                | مرتبة                               |
| 29                                  | هوغو هول                            | لم يبدأ                             |

| فريق الدنمارك لركوب الدراجات للرجال ‏ DEN | فريق الدنمارك لركوب الدراجات للرجال ‏ DEN | فريق الدنمارك لركوب الدراجات للرجال ‏ DEN |
| ---------------------------------------- | ---------------------------------------- | ---------------------------------------- |
| م                                        | عداء                                     | مرتبة                                    |
| 30                                       | ميكيل بيرج                               | 17                                       |

| فريق المجر لركوب الدراجات للرجال‏ HUN | فريق المجر لركوب الدراجات للرجال‏ HUN | فريق المجر لركوب الدراجات للرجال‏ HUN |
| ------------------------------------ | ------------------------------------ | ------------------------------------ |
| م                                    | عداء                                 | مرتبة                                |
| 31                                   | Barnabás Peák ‏                       | 38                                   |

| فريق ليتوانيا لركوب الدراجات للرجال‏ LTU | فريق ليتوانيا لركوب الدراجات للرجال‏ LTU | فريق ليتوانيا لركوب الدراجات للرجال‏ LTU |
| --------------------------------------- | --------------------------------------- | --------------------------------------- |
| م                                       | عداء                                    | مرتبة                                   |
| 32                                      | افالداس سيسكفهيوس                       | 36                                      |

| منتخب أذربيجان الوطني لسباق الدراجات على الطريق للرجال‏ AZE | منتخب أذربيجان الوطني لسباق الدراجات على الطريق للرجال‏ AZE | منتخب أذربيجان الوطني لسباق الدراجات على الطريق للرجال‏ AZE |
| ---------------------------------------------------------- | ---------------------------------------------------------- | ---------------------------------------------------------- |
| م                                                          | عداء                                                       | مرتبة                                                      |
| 33                                                         | Elchin Asadov ‏                                             | 54                                                         |

| فريق اليونان لركوب الدراجات للرجال‏ GRE | فريق اليونان لركوب الدراجات للرجال‏ GRE | فريق اليونان لركوب الدراجات للرجال‏ GRE |
| -------------------------------------- | -------------------------------------- | -------------------------------------- |
| م                                      | عداء                                   | مرتبة                                  |
| 34                                     | Polychronis Tzortzakis ‏                | 42                                     |

| فريق المكسيك لركوب الدراجات للرجال‏ MEX | فريق المكسيك لركوب الدراجات للرجال‏ MEX | فريق المكسيك لركوب الدراجات للرجال‏ MEX |
| -------------------------------------- | -------------------------------------- | -------------------------------------- |
| م                                      | عداء                                   | مرتبة                                  |
| 35                                     | أوليسس ألفريدو كاستيلو                 | 40                                     |

| فريق آيسلندا لسباق الدراجات للرجال‏ ISL | فريق آيسلندا لسباق الدراجات للرجال‏ ISL | فريق آيسلندا لسباق الدراجات للرجال‏ ISL |
| -------------------------------------- | -------------------------------------- | -------------------------------------- |
| م                                      | عداء                                   | مرتبة                                  |
| 36                                     | Ingvar Ómarsson ‏                       | 56                                     |

| فريق بلغاريا لركوب الدراجات للرجال‏ BUL | فريق بلغاريا لركوب الدراجات للرجال‏ BUL | فريق بلغاريا لركوب الدراجات للرجال‏ BUL |
| -------------------------------------- | -------------------------------------- | -------------------------------------- |
| م                                      | عداء                                   | مرتبة                                  |
| 37                                     | Spas Gyurov ‏                           | 53                                     |

| فريق صربيا لركوب الدراجات للرجال‏ SRB | فريق صربيا لركوب الدراجات للرجال‏ SRB | فريق صربيا لركوب الدراجات للرجال‏ SRB |
| ------------------------------------ | ------------------------------------ | ------------------------------------ |
| م                                    | عداء                                 | مرتبة                                |
| 38                                   | Ognjen Ilić ‏                         | 47                                   |

| فريق تشيلي لركوب الدراجات للرجال‏ CHI | فريق تشيلي لركوب الدراجات للرجال‏ CHI | فريق تشيلي لركوب الدراجات للرجال‏ CHI |
| ------------------------------------ | ------------------------------------ | ------------------------------------ |
| م                                    | عداء                                 | مرتبة                                |
| 39                                   | Carlos Oyarzún ‏                      | 39                                   |

| فريق أستراليا لركوب الدراجات للرجال‏ AUS | فريق أستراليا لركوب الدراجات للرجال‏ AUS | فريق أستراليا لركوب الدراجات للرجال‏ AUS |
| --------------------------------------- | --------------------------------------- | --------------------------------------- |
| م                                       | عداء                                    | مرتبة                                   |
| 40                                      | Luke Durbridge ‏                         | 15                                      |

| فريق إيطاليا لركوب الدراجات للرجال‏ ITA | فريق إيطاليا لركوب الدراجات للرجال‏ ITA | فريق إيطاليا لركوب الدراجات للرجال‏ ITA |
| -------------------------------------- | -------------------------------------- | -------------------------------------- |
| م                                      | عداء                                   | مرتبة                                  |
| 41                                     | Edoardo Affini ‏                        | 14                                     |

| فريق هولندا لركوب الدراجات للرجال ‏ NED | فريق هولندا لركوب الدراجات للرجال ‏ NED | فريق هولندا لركوب الدراجات للرجال ‏ NED |
| -------------------------------------- | -------------------------------------- | -------------------------------------- |
| م                                      | عداء                                   | مرتبة                                  |
| 42                                     | جوس فان امدن                           | 21                                     |

| فريق فرنسا لركوب الدراجات للرجال ‏ FRA | فريق فرنسا لركوب الدراجات للرجال ‏ FRA | فريق فرنسا لركوب الدراجات للرجال ‏ FRA |
| ------------------------------------- | ------------------------------------- | ------------------------------------- |
| م                                     | عداء                                  | مرتبة                                 |
| 43                                    | بنجامين توماس                         | 22                                    |

| فريق نيوزيلندا لركوب الدراجات‏ NZL | فريق نيوزيلندا لركوب الدراجات‏ NZL | فريق نيوزيلندا لركوب الدراجات‏ NZL |
| --------------------------------- | --------------------------------- | --------------------------------- |
| م                                 | عداء                              | مرتبة                             |
| 44                                | Finn Fisher-Black ‏                | 50                                |

| فريق الولايات المتحدة لسباق الدراجات الهوائية للرجال ‏ USA | فريق الولايات المتحدة لسباق الدراجات الهوائية للرجال ‏ USA | فريق الولايات المتحدة لسباق الدراجات الهوائية للرجال ‏ USA |
| --------------------------------------------------------- | --------------------------------------------------------- | --------------------------------------------------------- |
| م                                                         | عداء                                                      | مرتبة                                                     |
| 45                                                        | براندون ماكنولتي                                          | 29                                                        |

| فريق روسيا البيضاء لركوب الدراجات للرجال‏ BLR | فريق روسيا البيضاء لركوب الدراجات للرجال‏ BLR | فريق روسيا البيضاء لركوب الدراجات للرجال‏ BLR |
| -------------------------------------------- | -------------------------------------------- | -------------------------------------------- |
| م                                            | عداء                                         | مرتبة                                        |
| 46                                           | Yauheni Karaliok ‏                            | 52                                           |

| فريق بولندا لركوب الدراجات ‏ POL | فريق بولندا لركوب الدراجات ‏ POL | فريق بولندا لركوب الدراجات ‏ POL |
| ------------------------------- | ------------------------------- | ------------------------------- |
| م                               | عداء                            | مرتبة                           |
| 48                              | ماسيج بودنار                    | 28                              |

| فريق جمهورية أيرلندا لركوب الدراجات للرجال‏ IRL | فريق جمهورية أيرلندا لركوب الدراجات للرجال‏ IRL | فريق جمهورية أيرلندا لركوب الدراجات للرجال‏ IRL |
| ---------------------------------------------- | ---------------------------------------------- | ---------------------------------------------- |
| م                                              | عداء                                           | مرتبة                                          |
| 49                                             | نيكولاس روش                                    | 31                                             |

| فريق البرتغال لركوب الدراجات للرجال ‏ POR | فريق البرتغال لركوب الدراجات للرجال ‏ POR | فريق البرتغال لركوب الدراجات للرجال ‏ POR |
| ---------------------------------------- | ---------------------------------------- | ---------------------------------------- |
| م                                        | عداء                                     | مرتبة                                    |
| 50                                       | إيفو أوليفيرا                            | 34                                       |

| فريق النمسا لركوب الدراجات للرجال‏ AUT | فريق النمسا لركوب الدراجات للرجال‏ AUT | فريق النمسا لركوب الدراجات للرجال‏ AUT |
| ------------------------------------- | ------------------------------------- | ------------------------------------- |
| م                                     | عداء                                  | مرتبة                                 |
| 50                                    | Felix Ritzinger ‏                      | 46                                    |

| فريق التشيك لركوب الدراجات للرجال‏ CZE | فريق التشيك لركوب الدراجات للرجال‏ CZE | فريق التشيك لركوب الدراجات للرجال‏ CZE |
| ------------------------------------- | ------------------------------------- | ------------------------------------- |
| م                                     | عداء                                  | مرتبة                                 |
| 51                                    | Jakub Otruba ‏                         | 37                                    |

| فريق ألمانيا لركوب الدراجات للرجال‏ GER | فريق ألمانيا لركوب الدراجات للرجال‏ GER | فريق ألمانيا لركوب الدراجات للرجال‏ GER |
| -------------------------------------- | -------------------------------------- | -------------------------------------- |
| م                                      | عداء                                   | مرتبة                                  |
| 52                                     | ماكس والشيد                            | 19                                     |

| فريق روسيا لركوب الدراجات ‏ RUS | فريق روسيا لركوب الدراجات ‏ RUS | فريق روسيا لركوب الدراجات ‏ RUS |
| ------------------------------ | ------------------------------ | ------------------------------ |
| م                              | عداء                           | مرتبة                          |
| 53                             | Andrei Stepanov (cyclist) ‏     | 49                             |

| فريق كازاخستان لركوب الدراجات للرجال ‏ KAZ | فريق كازاخستان لركوب الدراجات للرجال ‏ KAZ | فريق كازاخستان لركوب الدراجات للرجال ‏ KAZ |
| ----------------------------------------- | ----------------------------------------- | ----------------------------------------- |
| م                                         | عداء                                      | مرتبة                                     |
| 54                                        | ديمتري غروزديف                            | 32                                        |

| فريق كندا لركوب الدراجات للرجال‏ CAN | فريق كندا لركوب الدراجات للرجال‏ CAN | فريق كندا لركوب الدراجات للرجال‏ CAN |
| ----------------------------------- | ----------------------------------- | ----------------------------------- |
| م                                   | عداء                                | مرتبة                               |
| 55                                  | الكسندر كاتافورد                    | 41                                  |

| فريق المجر لركوب الدراجات للرجال‏ HUN | فريق المجر لركوب الدراجات للرجال‏ HUN | فريق المجر لركوب الدراجات للرجال‏ HUN |
| ------------------------------------ | ------------------------------------ | ------------------------------------ |
| م                                    | عداء                                 | مرتبة                                |
| 56                                   | Viktor Filutás ‏                      | 51                                   |

| فريق سوريا لسباق الدراجات على الطريق للرجال‏ SYR | فريق سوريا لسباق الدراجات على الطريق للرجال‏ SYR | فريق سوريا لسباق الدراجات على الطريق للرجال‏ SYR |
| ----------------------------------------------- | ----------------------------------------------- | ----------------------------------------------- |
| م                                               | عداء                                            | مرتبة                                           |
| 57                                              | أحمد وايس                                       | 55                                              |

| فريق أستراليا لركوب الدراجات للرجال‏ AUS | فريق أستراليا لركوب الدراجات للرجال‏ AUS | فريق أستراليا لركوب الدراجات للرجال‏ AUS |
| --------------------------------------- | --------------------------------------- | --------------------------------------- |
| م                                       | عداء                                    | مرتبة                                   |
| 1                                       | روهان دنيس                              | 5                                       |

| فريق إيطاليا لركوب الدراجات للرجال‏ ITA | فريق إيطاليا لركوب الدراجات للرجال‏ ITA | فريق إيطاليا لركوب الدراجات للرجال‏ ITA |
| -------------------------------------- | -------------------------------------- | -------------------------------------- |
| م                                      | عداء                                   | مرتبة                                  |
| 2                                      | فيليبو غانا                            | 1                                      |

| فريق هولندا لركوب الدراجات للرجال ‏ NED | فريق هولندا لركوب الدراجات للرجال ‏ NED | فريق هولندا لركوب الدراجات للرجال ‏ NED |
| -------------------------------------- | -------------------------------------- | -------------------------------------- |
| م                                      | عداء                                   | مرتبة                                  |
| 3                                      | توم دومولين                            | 10                                     |

| فريق سويسرا لركوب الدراجات ‏ SUI | فريق سويسرا لركوب الدراجات ‏ SUI | فريق سويسرا لركوب الدراجات ‏ SUI |
| ------------------------------- | ------------------------------- | ------------------------------- |
| م                               | عداء                            | مرتبة                           |
| 4                               | ستيفان كونغ                     | 3                               |

| فريق بلجيكا لركوب الدراجات للرجال ‏ BEL | فريق بلجيكا لركوب الدراجات للرجال ‏ BEL | فريق بلجيكا لركوب الدراجات للرجال ‏ BEL |
| -------------------------------------- | -------------------------------------- | -------------------------------------- |
| م                                      | عداء                                   | مرتبة                                  |
| 5                                      | فاوت فان آرت                           | 2                                      |

| فريق فرنسا لركوب الدراجات للرجال ‏ FRA | فريق فرنسا لركوب الدراجات للرجال ‏ FRA | فريق فرنسا لركوب الدراجات للرجال ‏ FRA |
| ------------------------------------- | ------------------------------------- | ------------------------------------- |
| م                                     | عداء                                  | مرتبة                                 |
| 6                                     | ريمي كافانيا                          | 7                                     |

| فريق المملكة المتحدة لركوب الدراجات للرجال ‏ GBR | فريق المملكة المتحدة لركوب الدراجات للرجال ‏ GBR | فريق المملكة المتحدة لركوب الدراجات للرجال ‏ GBR |
| ----------------------------------------------- | ----------------------------------------------- | ----------------------------------------------- |
| م                                               | عداء                                            | مرتبة                                           |
| 7                                               | اليكس داوست                                     | 9                                               |

| فريق نيوزيلندا لركوب الدراجات‏ NZL | فريق نيوزيلندا لركوب الدراجات‏ NZL | فريق نيوزيلندا لركوب الدراجات‏ NZL |
| --------------------------------- | --------------------------------- | --------------------------------- |
| م                                 | عداء                              | مرتبة                             |
| 8                                 | باتريك بيفن                       | 12                                |

| فريق الولايات المتحدة لسباق الدراجات الهوائية للرجال ‏ USA | فريق الولايات المتحدة لسباق الدراجات الهوائية للرجال ‏ USA | فريق الولايات المتحدة لسباق الدراجات الهوائية للرجال ‏ USA |
| --------------------------------------------------------- | --------------------------------------------------------- | --------------------------------------------------------- |
| م                                                         | عداء                                                      | مرتبة                                                     |
| 9                                                         | لوسون كرادوك                                              | 30                                                        |

| فريق الدنمارك لركوب الدراجات للرجال ‏ DEN | فريق الدنمارك لركوب الدراجات للرجال ‏ DEN | فريق الدنمارك لركوب الدراجات للرجال ‏ DEN |
| ---------------------------------------- | ---------------------------------------- | ---------------------------------------- |
| م                                        | عداء                                     | مرتبة                                    |
| 10                                       | كاسبر أصغرين                             | 6                                        |

| فريق البرتغال لركوب الدراجات للرجال ‏ POR | فريق البرتغال لركوب الدراجات للرجال ‏ POR | فريق البرتغال لركوب الدراجات للرجال ‏ POR |
| ---------------------------------------- | ---------------------------------------- | ---------------------------------------- |
| م                                        | عداء                                     | مرتبة                                    |
| 11                                       | نيلسون أوليفيرا                          | 11                                       |

| فريق بلجيكا لركوب الدراجات للرجال ‏ BEL | فريق بلجيكا لركوب الدراجات للرجال ‏ BEL | فريق بلجيكا لركوب الدراجات للرجال ‏ BEL |
| -------------------------------------- | -------------------------------------- | -------------------------------------- |
| م                                      | عداء                                   | مرتبة                                  |
| 12                                     | فكتور كامبنارتس                        | 8                                      |

| فريق إسبانيا لركوب الدراجات للرجال ‏ ESP | فريق إسبانيا لركوب الدراجات للرجال ‏ ESP | فريق إسبانيا لركوب الدراجات للرجال ‏ ESP |
| --------------------------------------- | --------------------------------------- | --------------------------------------- |
| م                                       | عداء                                    | مرتبة                                   |
| 13                                      | بيلو بلباو                              | 26                                      |

| فريق السويد لركوب الدراجات للرجال‏ SWE | فريق السويد لركوب الدراجات للرجال‏ SWE | فريق السويد لركوب الدراجات للرجال‏ SWE |
| ------------------------------------- | ------------------------------------- | ------------------------------------- |
| م                                     | عداء                                  | مرتبة                                 |
| 14                                    | توبياس لودفيجسون                      | 44                                    |

| فريق سلوفينيا لركوب الدراجات للرجال‏ SLO | فريق سلوفينيا لركوب الدراجات للرجال‏ SLO | فريق سلوفينيا لركوب الدراجات للرجال‏ SLO |
| --------------------------------------- | --------------------------------------- | --------------------------------------- |
| م                                       | عداء                                    | مرتبة                                   |
| 15                                      | جان تراتنيك                             | 24                                      |

| فريق النرويج لركوب الدراجات للرجال ‏ NOR | فريق النرويج لركوب الدراجات للرجال ‏ NOR | فريق النرويج لركوب الدراجات للرجال ‏ NOR |
| --------------------------------------- | --------------------------------------- | --------------------------------------- |
| م                                       | عداء                                    | مرتبة                                   |
| 16                                      | Andreas Leknessund ‏                     | 13                                      |

| فريق كولومبيا لركوب الدراجات للرجال‏ COL | فريق كولومبيا لركوب الدراجات للرجال‏ COL | فريق كولومبيا لركوب الدراجات للرجال‏ COL |
| --------------------------------------- | --------------------------------------- | --------------------------------------- |
| م                                       | عداء                                    | مرتبة                                   |
| 17                                      | دانييل مارتينيز                         | 18                                      |

| فريق بولندا لركوب الدراجات ‏ POL | فريق بولندا لركوب الدراجات ‏ POL | فريق بولندا لركوب الدراجات ‏ POL |
| ------------------------------- | ------------------------------- | ------------------------------- |
| م                               | عداء                            | مرتبة                           |
| 18                              | Kamil Gradek ‏                   | 20                              |

| فريق جمهورية أيرلندا لركوب الدراجات للرجال‏ IRL | فريق جمهورية أيرلندا لركوب الدراجات للرجال‏ IRL | فريق جمهورية أيرلندا لركوب الدراجات للرجال‏ IRL |
| ---------------------------------------------- | ---------------------------------------------- | ---------------------------------------------- |
| م                                              | عداء                                           | مرتبة                                          |
| 19                                             | ريان مولين                                     | 25                                             |

| فريق النمسا لركوب الدراجات للرجال‏ AUT | فريق النمسا لركوب الدراجات للرجال‏ AUT | فريق النمسا لركوب الدراجات للرجال‏ AUT |
| ------------------------------------- | ------------------------------------- | ------------------------------------- |
| م                                     | عداء                                  | مرتبة                                 |
| 20                                    | ماتياس براندل                         | 27                                    |

| فريق المملكة المتحدة لركوب الدراجات للرجال ‏ GBR | فريق المملكة المتحدة لركوب الدراجات للرجال ‏ GBR | فريق المملكة المتحدة لركوب الدراجات للرجال ‏ GBR |
| ----------------------------------------------- | ----------------------------------------------- | ----------------------------------------------- |
| م                                               | عداء                                            | مرتبة                                           |
| 21                                              | جيرانت توماس                                    | 4                                               |

| فريق التشيك لركوب الدراجات للرجال‏ CZE | فريق التشيك لركوب الدراجات للرجال‏ CZE | فريق التشيك لركوب الدراجات للرجال‏ CZE |
| ------------------------------------- | ------------------------------------- | ------------------------------------- |
| م                                     | عداء                                  | مرتبة                                 |
| 22                                    | جوزيف سيرني                           | 23                                    |

| فريق ألمانيا لركوب الدراجات للرجال‏ GER | فريق ألمانيا لركوب الدراجات للرجال‏ GER | فريق ألمانيا لركوب الدراجات للرجال‏ GER |
| -------------------------------------- | -------------------------------------- | -------------------------------------- |
| م                                      | عداء                                   | مرتبة                                  |
| 23                                     | جاشا سوتيرلين                          | 16                                     |

| فريق روسيا لركوب الدراجات ‏ RUS | فريق روسيا لركوب الدراجات ‏ RUS | فريق روسيا لركوب الدراجات ‏ RUS |
| ------------------------------ | ------------------------------ | ------------------------------ |
| م                              | عداء                           | مرتبة                          |
| 24                             | Petr Rikunov ‏                  | 35                             |

| فريق سلوفاكيا لركوب الدراجات‏ SVK | فريق سلوفاكيا لركوب الدراجات‏ SVK | فريق سلوفاكيا لركوب الدراجات‏ SVK |
| -------------------------------- | -------------------------------- | -------------------------------- |
| م                                | عداء                             | مرتبة                            |
| 25                               | يان أندريه كالي                  | 48                               |

| فريق كازاخستان لركوب الدراجات للرجال ‏ KAZ | فريق كازاخستان لركوب الدراجات للرجال ‏ KAZ | فريق كازاخستان لركوب الدراجات للرجال ‏ KAZ |
| ----------------------------------------- | ----------------------------------------- | ----------------------------------------- |
| م                                         | عداء                                      | مرتبة                                     |
| 26                                        | Daniil Fominykh ‏                          | 43                                        |

| فريق إستونيا لركوب الدراجات للرجال‏ EST | فريق إستونيا لركوب الدراجات للرجال‏ EST | فريق إستونيا لركوب الدراجات للرجال‏ EST |
| -------------------------------------- | -------------------------------------- | -------------------------------------- |
| م                                      | عداء                                   | مرتبة                                  |
| 27                                     | Gleb Karpenko ‏                         | 45                                     |

| فريق أوكرانيا لسباق الدراجات على الطريق للرجال‏ UKR | فريق أوكرانيا لسباق الدراجات على الطريق للرجال‏ UKR | فريق أوكرانيا لسباق الدراجات على الطريق للرجال‏ UKR |
| -------------------------------------------------- | -------------------------------------------------- | -------------------------------------------------- |
| م                                                  | عداء                                               | مرتبة                                              |
| 28                                                 | Mykhaylo Kononenko ‏                                | 33                                                 |

| فريق كندا لركوب الدراجات للرجال‏ CAN | فريق كندا لركوب الدراجات للرجال‏ CAN | فريق كندا لركوب الدراجات للرجال‏ CAN |
| ----------------------------------- | ----------------------------------- | ----------------------------------- |
| م                                   | عداء                                | مرتبة                               |
| 29                                  | هوغو هول                            | لم يبدأ                             |

| فريق الدنمارك لركوب الدراجات للرجال ‏ DEN | فريق الدنمارك لركوب الدراجات للرجال ‏ DEN | فريق الدنمارك لركوب الدراجات للرجال ‏ DEN |
| ---------------------------------------- | ---------------------------------------- | ---------------------------------------- |
| م                                        | عداء                                     | مرتبة                                    |
| 30                                       | ميكيل بيرج                               | 17                                       |

| فريق المجر لركوب الدراجات للرجال‏ HUN | فريق المجر لركوب الدراجات للرجال‏ HUN | فريق المجر لركوب الدراجات للرجال‏ HUN |
| ------------------------------------ | ------------------------------------ | ------------------------------------ |
| م                                    | عداء                                 | مرتبة                                |
| 31                                   | Barnabás Peák ‏                       | 38                                   |

| فريق ليتوانيا لركوب الدراجات للرجال‏ LTU | فريق ليتوانيا لركوب الدراجات للرجال‏ LTU | فريق ليتوانيا لركوب الدراجات للرجال‏ LTU |
| --------------------------------------- | --------------------------------------- | --------------------------------------- |
| م                                       | عداء                                    | مرتبة                                   |
| 32                                      | افالداس سيسكفهيوس                       | 36                                      |

| منتخب أذربيجان الوطني لسباق الدراجات على الطريق للرجال‏ AZE | منتخب أذربيجان الوطني لسباق الدراجات على الطريق للرجال‏ AZE | منتخب أذربيجان الوطني لسباق الدراجات على الطريق للرجال‏ AZE |
| ---------------------------------------------------------- | ---------------------------------------------------------- | ---------------------------------------------------------- |
| م                                                          | عداء                                                       | مرتبة                                                      |
| 33                                                         | Elchin Asadov ‏                                             | 54                                                         |

| فريق اليونان لركوب الدراجات للرجال‏ GRE | فريق اليونان لركوب الدراجات للرجال‏ GRE | فريق اليونان لركوب الدراجات للرجال‏ GRE |
| -------------------------------------- | -------------------------------------- | -------------------------------------- |
| م                                      | عداء                                   | مرتبة                                  |
| 34                                     | Polychronis Tzortzakis ‏                | 42                                     |

| فريق المكسيك لركوب الدراجات للرجال‏ MEX | فريق المكسيك لركوب الدراجات للرجال‏ MEX | فريق المكسيك لركوب الدراجات للرجال‏ MEX |
| -------------------------------------- | -------------------------------------- | -------------------------------------- |
| م                                      | عداء                                   | مرتبة                                  |
| 35                                     | أوليسس ألفريدو كاستيلو                 | 40                                     |

| فريق آيسلندا لسباق الدراجات للرجال‏ ISL | فريق آيسلندا لسباق الدراجات للرجال‏ ISL | فريق آيسلندا لسباق الدراجات للرجال‏ ISL |
| -------------------------------------- | -------------------------------------- | -------------------------------------- |
| م                                      | عداء                                   | مرتبة                                  |
| 36                                     | Ingvar Ómarsson ‏                       | 56                                     |

| فريق بلغاريا لركوب الدراجات للرجال‏ BUL | فريق بلغاريا لركوب الدراجات للرجال‏ BUL | فريق بلغاريا لركوب الدراجات للرجال‏ BUL |
| -------------------------------------- | -------------------------------------- | -------------------------------------- |
| م                                      | عداء                                   | مرتبة                                  |
| 37                                     | Spas Gyurov ‏                           | 53                                     |

| فريق صربيا لركوب الدراجات للرجال‏ SRB | فريق صربيا لركوب الدراجات للرجال‏ SRB | فريق صربيا لركوب الدراجات للرجال‏ SRB |
| ------------------------------------ | ------------------------------------ | ------------------------------------ |
| م                                    | عداء                                 | مرتبة                                |
| 38                                   | Ognjen Ilić ‏                         | 47                                   |

| فريق تشيلي لركوب الدراجات للرجال‏ CHI | فريق تشيلي لركوب الدراجات للرجال‏ CHI | فريق تشيلي لركوب الدراجات للرجال‏ CHI |
| ------------------------------------ | ------------------------------------ | ------------------------------------ |
| م                                    | عداء                                 | مرتبة                                |
| 39                                   | Carlos Oyarzún ‏                      | 39                                   |

| فريق أستراليا لركوب الدراجات للرجال‏ AUS | فريق أستراليا لركوب الدراجات للرجال‏ AUS | فريق أستراليا لركوب الدراجات للرجال‏ AUS |
| --------------------------------------- | --------------------------------------- | --------------------------------------- |
| م                                       | عداء                                    | مرتبة                                   |
| 40                                      | Luke Durbridge ‏                         | 15                                      |

| فريق إيطاليا لركوب الدراجات للرجال‏ ITA | فريق إيطاليا لركوب الدراجات للرجال‏ ITA | فريق إيطاليا لركوب الدراجات للرجال‏ ITA |
| -------------------------------------- | -------------------------------------- | -------------------------------------- |
| م                                      | عداء                                   | مرتبة                                  |
| 41                                     | Edoardo Affini ‏                        | 14                                     |

| فريق هولندا لركوب الدراجات للرجال ‏ NED | فريق هولندا لركوب الدراجات للرجال ‏ NED | فريق هولندا لركوب الدراجات للرجال ‏ NED |
| -------------------------------------- | -------------------------------------- | -------------------------------------- |
| م                                      | عداء                                   | مرتبة                                  |
| 42                                     | جوس فان امدن                           | 21                                     |

| فريق فرنسا لركوب الدراجات للرجال ‏ FRA | فريق فرنسا لركوب الدراجات للرجال ‏ FRA | فريق فرنسا لركوب الدراجات للرجال ‏ FRA |
| ------------------------------------- | ------------------------------------- | ------------------------------------- |
| م                                     | عداء                                  | مرتبة                                 |
| 43                                    | بنجامين توماس                         | 22                                    |

| فريق نيوزيلندا لركوب الدراجات‏ NZL | فريق نيوزيلندا لركوب الدراجات‏ NZL | فريق نيوزيلندا لركوب الدراجات‏ NZL |
| --------------------------------- | --------------------------------- | --------------------------------- |
| م                                 | عداء                              | مرتبة                             |
| 44                                | Finn Fisher-Black ‏                | 50                                |

| فريق الولايات المتحدة لسباق الدراجات الهوائية للرجال ‏ USA | فريق الولايات المتحدة لسباق الدراجات الهوائية للرجال ‏ USA | فريق الولايات المتحدة لسباق الدراجات الهوائية للرجال ‏ USA |
| --------------------------------------------------------- | --------------------------------------------------------- | --------------------------------------------------------- |
| م                                                         | عداء                                                      | مرتبة                                                     |
| 45                                                        | براندون ماكنولتي                                          | 29                                                        |

| فريق روسيا البيضاء لركوب الدراجات للرجال‏ BLR | فريق روسيا البيضاء لركوب الدراجات للرجال‏ BLR | فريق روسيا البيضاء لركوب الدراجات للرجال‏ BLR |
| -------------------------------------------- | -------------------------------------------- | -------------------------------------------- |
| م                                            | عداء                                         | مرتبة                                        |
| 46                                           | Yauheni Karaliok ‏                            | 52                                           |

| فريق بولندا لركوب الدراجات ‏ POL | فريق بولندا لركوب الدراجات ‏ POL | فريق بولندا لركوب الدراجات ‏ POL |
| ------------------------------- | ------------------------------- | ------------------------------- |
| م                               | عداء                            | مرتبة                           |
| 48                              | ماسيج بودنار                    | 28                              |

| فريق جمهورية أيرلندا لركوب الدراجات للرجال‏ IRL | فريق جمهورية أيرلندا لركوب الدراجات للرجال‏ IRL | فريق جمهورية أيرلندا لركوب الدراجات للرجال‏ IRL |
| ---------------------------------------------- | ---------------------------------------------- | ---------------------------------------------- |
| م                                              | عداء                                           | مرتبة                                          |
| 49                                             | نيكولاس روش                                    | 31                                             |

| فريق البرتغال لركوب الدراجات للرجال ‏ POR | فريق البرتغال لركوب الدراجات للرجال ‏ POR | فريق البرتغال لركوب الدراجات للرجال ‏ POR |
| ---------------------------------------- | ---------------------------------------- | ---------------------------------------- |
| م                                        | عداء                                     | مرتبة                                    |
| 50                                       | إيفو أوليفيرا                            | 34                                       |

| فريق النمسا لركوب الدراجات للرجال‏ AUT | فريق النمسا لركوب الدراجات للرجال‏ AUT | فريق النمسا لركوب الدراجات للرجال‏ AUT |
| ------------------------------------- | ------------------------------------- | ------------------------------------- |
| م                                     | عداء                                  | مرتبة                                 |
| 50                                    | Felix Ritzinger ‏                      | 46                                    |

| فريق التشيك لركوب الدراجات للرجال‏ CZE | فريق التشيك لركوب الدراجات للرجال‏ CZE | فريق التشيك لركوب الدراجات للرجال‏ CZE |
| ------------------------------------- | ------------------------------------- | ------------------------------------- |
| م                                     | عداء                                  | مرتبة                                 |
| 51                                    | Jakub Otruba ‏                         | 37                                    |

| فريق ألمانيا لركوب الدراجات للرجال‏ GER | فريق ألمانيا لركوب الدراجات للرجال‏ GER | فريق ألمانيا لركوب الدراجات للرجال‏ GER |
| -------------------------------------- | -------------------------------------- | -------------------------------------- |
| م                                      | عداء                                   | مرتبة                                  |
| 52                                     | ماكس والشيد                            | 19                                     |

| فريق روسيا لركوب الدراجات ‏ RUS | فريق روسيا لركوب الدراجات ‏ RUS | فريق روسيا لركوب الدراجات ‏ RUS |
| ------------------------------ | ------------------------------ | ------------------------------ |
| م                              | عداء                           | مرتبة                          |
| 53                             | Andrei Stepanov (cyclist) ‏     | 49                             |

| فريق كازاخستان لركوب الدراجات للرجال ‏ KAZ | فريق كازاخستان لركوب الدراجات للرجال ‏ KAZ | فريق كازاخستان لركوب الدراجات للرجال ‏ KAZ |
| ----------------------------------------- | ----------------------------------------- | ----------------------------------------- |
| م                                         | عداء                                      | مرتبة                                     |
| 54                                        | ديمتري غروزديف                            | 32                                        |

| فريق كندا لركوب الدراجات للرجال‏ CAN | فريق كندا لركوب الدراجات للرجال‏ CAN | فريق كندا لركوب الدراجات للرجال‏ CAN |
| ----------------------------------- | ----------------------------------- | ----------------------------------- |
| م                                   | عداء                                | مرتبة                               |
| 55                                  | الكسندر كاتافورد                    | 41                                  |

| فريق المجر لركوب الدراجات للرجال‏ HUN | فريق المجر لركوب الدراجات للرجال‏ HUN | فريق المجر لركوب الدراجات للرجال‏ HUN |
| ------------------------------------ | ------------------------------------ | ------------------------------------ |
| م                                    | عداء                                 | مرتبة                                |
| 56                                   | Viktor Filutás ‏                      | 51                                   |

| فريق سوريا لسباق الدراجات على الطريق للرجال‏ SYR | فريق سوريا لسباق الدراجات على الطريق للرجال‏ SYR | فريق سوريا لسباق الدراجات على الطريق للرجال‏ SYR |
| ----------------------------------------------- | ----------------------------------------------- | ----------------------------------------------- |
| م                                               | عداء                                            | مرتبة                                           |
| 57                                              | أحمد وايس                                       | 55                                              |

## التصنيف العام النهائي
| \| التصنيف العام \| التصنيف العام \| التصنيف العام \| التصنيف العام \| التصنيف العام \| \| العداء \| العداء \| الفريق \| الوقت \| \| \| ------------- \| ------------------------------- \| ----------------------------------------------------------- \| ------------- \| ------------- \| \| 1 \| فيليبو غانا \| فريق إيطاليا لركوب الدراجات للرجال 2020 [الإنجليزية]‏ \| 35 د 54 ث \| \| \| 2 \| فاوت فان آرت \| فريق بلجيكا لركوب الدراجات للرجال 2020 [لغات أخرى]‏ \| + 26 ث \| \| \| 3 \| ستيفان كونغ \| فريق سويسرا لركوب الدراجات 2020 [لغات أخرى]‏ \| + 29 ث \| \| \| 4 \| جيرانت توماس \| فريق المملكة المتحدة لركوب الدراجات للرجال 2020 [لغات أخرى]‏ \| + 37 ث \| \| \| 5 \| روهان دنيس \| فريق أستراليا لركوب الدراجات للرجال 2020‏ \| + 39 ث \| \| \| 6 \| كاسبر أصغرين \| فريق الدنمارك لركوب الدراجات للرجال 2020 [لغات أخرى]‏ \| + 47 ث \| \| \| 7 \| ريمي كافانيا \| فريق فرنسا لركوب الدراجات للرجال 2020 [لغات أخرى]‏ \| + 48 ث \| \| \| 8 \| فكتور كامبنارتس \| فريق بلجيكا لركوب الدراجات للرجال 2020 [لغات أخرى]‏ \| + 52 ث \| \| \| 9 \| اليكس داوست \| فريق المملكة المتحدة لركوب الدراجات للرجال 2020 [لغات أخرى]‏ \| + 1 د 06 ث \| \| \| 10 \| توم دومولين \| فريق هولندا لركوب الدراجات للرجال 2020 [لغات أخرى]‏ \| + 1 د 14 ث \| \| \| 11 \| نيلسون أوليفيرا \| فريق البرتغال لركوب الدراجات للرجال 2020 [لغات أخرى]‏ \| + 1 د 15 ث \| \| \| 12 \| باتريك بيفن \| فريق نيوزيلندا لركوب الدراجات 2020‏ \| + 1 د 19 ث \| \| \| 13 \| Andreas Leknessund [الإنجليزية]‏ \| فريق النرويج لركوب الدراجات للرجال 2020 [لغات أخرى]‏ \| + 1 د 30 ث \| \| \| 14 \| Edoardo Affini [الإنجليزية]‏ \| فريق إيطاليا لركوب الدراجات للرجال 2020 [الإنجليزية]‏ \| + 1 د 31 ث \| \| \| 15 \| Luke Durbridge [الإنجليزية]‏ \| فريق أستراليا لركوب الدراجات للرجال 2020‏ \| + 1 د 36 ث \| \| \| 16 \| جاشا سوتيرلين \| فريق ألمانيا لركوب الدراجات للرجال 2020‏ \| + 1 د 38 ث \| \| \| 17 \| ميكيل بيرج \| فريق الدنمارك لركوب الدراجات للرجال 2020 [لغات أخرى]‏ \| + 1 د 47 ث \| \| \| 18 \| دانييل مارتينيز \| فريق كولومبيا لركوب الدراجات للرجال 2020‏ \| + 1 د 52 ث \| \| \| 19 \| ماكس والشيد \| فريق ألمانيا لركوب الدراجات للرجال 2020‏ \| + 1 د 56 ث \| \| \| 20 \| Kamil Gradek [الإنجليزية]‏ \| فريق بولندا لركوب الدراجات 2020 [لغات أخرى]‏ \| + 2 د 05 ث \| \| |                     |                                                  |            |  |
| |                     |                                                  |            |  |
| مصدر: ProCyclingStats |                     |                                                  |            |  |
| التصنيف العام |                     |                                                  |            |  |
| العداء | العداء              | الفريق                                           | الوقت      |  |
| 1 | فيليبو غانا         | فريق إيطاليا لركوب الدراجات للرجال 2020 ‏         | 35 د 54 ث  |  |
| 2 | فاوت فان آرت        | فريق بلجيكا لركوب الدراجات للرجال 2020 ‏          | + 26 ث     |  |
| 3 | ستيفان كونغ         | فريق سويسرا لركوب الدراجات 2020 ‏                 | + 29 ث     |  |
| 4 | جيرانت توماس        | فريق المملكة المتحدة لركوب الدراجات للرجال 2020 ‏ | + 37 ث     |  |
| 5 | روهان دنيس          | فريق أستراليا لركوب الدراجات للرجال 2020‏         | + 39 ث     |  |
| 6 | كاسبر أصغرين        | فريق الدنمارك لركوب الدراجات للرجال 2020 ‏        | + 47 ث     |  |
| 7 | ريمي كافانيا        | فريق فرنسا لركوب الدراجات للرجال 2020 ‏           | + 48 ث     |  |
| 8 | فكتور كامبنارتس     | فريق بلجيكا لركوب الدراجات للرجال 2020 ‏          | + 52 ث     |  |
| 9 | اليكس داوست         | فريق المملكة المتحدة لركوب الدراجات للرجال 2020 ‏ | + 1 د 06 ث |  |
| 10 | توم دومولين         | فريق هولندا لركوب الدراجات للرجال 2020 ‏          | + 1 د 14 ث |  |
| 11 | نيلسون أوليفيرا     | فريق البرتغال لركوب الدراجات للرجال 2020 ‏        | + 1 د 15 ث |  |
| 12 | باتريك بيفن         | فريق نيوزيلندا لركوب الدراجات 2020‏               | + 1 د 19 ث |  |
| 13 | Andreas Leknessund ‏ | فريق النرويج لركوب الدراجات للرجال 2020 ‏         | + 1 د 30 ث |  |
| 14 | Edoardo Affini ‏     | فريق إيطاليا لركوب الدراجات للرجال 2020 ‏         | + 1 د 31 ث |  |
| 15 | Luke Durbridge ‏     | فريق أستراليا لركوب الدراجات للرجال 2020‏         | + 1 د 36 ث |  |
| 16 | جاشا سوتيرلين       | فريق ألمانيا لركوب الدراجات للرجال 2020‏          | + 1 د 38 ث |  |
| 17 | ميكيل بيرج          | فريق الدنمارك لركوب الدراجات للرجال 2020 ‏        | + 1 د 47 ث |  |
| 18 | دانييل مارتينيز     | فريق كولومبيا لركوب الدراجات للرجال 2020‏         | + 1 د 52 ث |  |
| 19 | ماكس والشيد         | فريق ألمانيا لركوب الدراجات للرجال 2020‏          | + 1 د 56 ث |  |
| 20 | Kamil Gradek ‏       | فريق بولندا لركوب الدراجات 2020 ‏                 | + 2 د 05 ث |  |

## وصلات خارجية
- لمحة عن سباق سباق الزمن في بطولة العالم لسباق الدراجات على الطريق 2020 على موقع  ProCyclingStats   (برو  سايكلنج  ستاتس) - إحصاءات  محترفي  الدراجات.
- سباق الزمن في بطولة العالم لسباق الدراجات على الطريق 2020 على موقع إحصائيات الدراجات الإحترافية (الإنجليزية)